# Devante Wallace
Devante Wallace (ur. 29 lipca 1992 w Raleigh) – amerykański koszykarz, występujący na pozycjach rzucającego obrońcy oraz niskiego skrzydłowego, obecnie zawodnik Lahti Basketball.
20 sierpnia 2016 został zawodnikiem Polfarmexu Kutno. 21 lutego 2017 podpisał umowę z Miastem Szkła Krosno. 11 maja przedłużył umowę z klubem. 13 października rozwiązano z nim kontrakt za porozumieniem stron. 4 listopada zawarł kontrakt z węgierskim JP-Auto Jaszbereny KSE.
21 października 2018 dołączył do czeskiej Slunety Uścia nad Łabą.

## Osiągnięcia
Stan na 21 października 2018 na podstawie, o ile nie zaznaczono inaczej.
NCAA
- Mistrz sezonu regularnego dywizji North konferencji Big South (2013, 2014)[6]
- Zaliczony do składu All-Big South Honorable Mention (2014)
- Lider konferencji Big South w skuteczności rzutów za 3 punkty (2014)[9]

Drużynowe
- Wicemistrz Austrii (2016)

Indywidualne
(* – nagrody przyznane przez portal eurobasket.com)
- Uczestnik meczu gwiazd ligi węgierskiej (2018)[6]
- Zaliczony do składu honorable mention ligi węgierskiej (2018)*[6]
- 2-krotny MVP tygodnia ligi węgierskiej (2018)[6]

## Statystyki

### W rozgrywkach akademickich
| Sezon     | Drużyna                    | M  | S5 | MPG  | FG%   | 3P%   | FT%   | RPG | APG | SPG | BPG | PPG  |
| --------- | -------------------------- | -- | -- | ---- | ----- | ----- | ----- | --- | --- | --- | --- | ---- |
| 2011/2012 | High Point Panthers (NCAA) | 31 | 8  | 15,2 | 39,8% | 38,9% | 41,7% | 2,8 | 0,7 | 0,5 | 0,3 | 4,4  |
| 2012/2013 | High Point Panthers (NCAA) | 21 | 1  | 16,0 | 37,9% | 35,6% | 91,7% | 2,7 | 1,5 | 0,3 | 0,3 | 4,9  |
| 2013/2014 | High Point Panthers (NCAA) | 31 | 25 | 28,2 | 45,4% | 49,1% | 88,9% | 4,6 | 1,2 | 0,8 | 0,8 | 12,6 |
| 2014/2015 | High Point Panthers (NCAA) | 33 | 31 | 27,7 | 43,4% | 39,5% | 74,6% | 5,6 | 1,4 | 0,9 | 0,5 | 10,3 |

### W rozgrywkach krajowych
| Sezon     | Drużyna                       | M  | S5 | MPG  | FG%   | 3P%   | FT%   | RPG | APG | SPG | BPG | PPG  |
| --------- | ----------------------------- | -- | -- | ---- | ----- | ----- | ----- | --- | --- | --- | --- | ---- |
| 2015/2016 | WBC Raiffeisen Wels (ÖBL)     | 42 |    | 32,7 | 48,6% | 44,9% | 79,4% | 5,1 | 2,0 | 1,3 | 0,6 | 14,8 |
| 2016/2017 | Polfarmex Kutno (PLK)         | 18 | 10 | 25,8 | 40,9% | 37,3% | 76,5% | 2,7 | 1,4 | 1,2 | 0,4 | 10,2 |
| 2016/2017 | Miasto Szkła Krosno (PLK)     | 10 | 8  | 33,9 | 48,0% | 43,8% | 66,7% | 6,0 | 1,9 | 1,1 | 0,4 | 16,4 |
| 2017/2018 | Miasto Szkła Krosno (PLK)     | 3  | 2  | 22,8 | 36,4% | 33,3% | 100%  | 3,0 | 1,7 | 1,3 | 0,3 | 7,3  |
| 2017/2018 | Jászberényi KSE (NB I/A)      | 28 | 28 | 33,4 | 44,6% | 35,1% | 84,0% | 5,4 | 1,7 | 1,5 | 0,5 | 16,4 |
| 2018/2019 | Sluneta Usti nad Labem (NBL)  | 23 | 8  | 26,3 | 41,6% | 34,4% | 96,0% | 4,1 | 2,4 | 0,9 | 0,4 | 13,2 |
| 2019/2020 | Lahti Basketball (Korisliiga) | 35 | 14 | 27,3 | 44,4% | 40,3% | 84,6% | 3,6 | 2,9 | 0,9 | 0,2 | 14,2 |

### W rozgrywkach międzynarodowych
| Sezon     | Drużyna                                 | M | S5 | MPG  | FG%   | 3P%   | FT%   | RPG | APG | SPG | BPG | PPG  |
| --------- | --------------------------------------- | - | -- | ---- | ----- | ----- | ----- | --- | --- | --- | --- | ---- |
| 2018/2019 | Sluneta Usti nad Labem (Alpe Adria Cup) | 6 | 4  | 21,0 | 42,9% | 43,8% | 87,5% | 4,0 | 2,2 | 0,3 | 0,0 | 12,5 |